# Lopescladius minutissimus
Lopescladius minutissimus är en tvåvingeart som beskrevs av Oliveira 1967. Lopescladius minutissimus ingår i släktet Lopescladius och familjen fjädermyggor. Inga underarter finns listade i Catalogue of Life.